# Отпадне воде
Природна или кондиционирана вода, пошто је једном искоришћена за одређену намену постаје употребљена или отпадна вода. Том приликом у њен састав улази мања или већа количина различитих примеса – загађивача, односно њене физичке, хемијске и биолошке карактеристике се у току употребе толико мењају да она постаје неподобна за ону употребу при којој је и настала.

## Врсте отпадних вода

### Домаће отпадне воде
Домаћа отпадна вода представља водоводску воду или природну воду приближног квалитета која је употребљена за кување, прање или санитарне потребе у домаћинству. Поред минералних и органских материја које су већ биле присутне у води чијом је употребом ова отпадна вода и настала, она још садржи и значајне количине хуманих екскременти, папира, сапуна и других средстава за прање, отпадака од хране, минералних отпадака и великог броја других отпадних материјала. Највећи део загађивача домаће отпадне воде ипак је органског порекла и, због своје високе енергетске вредности, подложан је деловању сапрофитних микроорганизама, односно микроорганизмима који се хране мртвим органским материјалом. Зато је ова отпадна вода подложна микробиолошкој разградњи, односно труљењу. Отуда она може имати врло непријатан мирис, на пример на сумпорводоник.
За домаће отпадне воде из читавог једног насеља или града, са малим или никаквим уделом индустријских отпадних вода, и које садрже и значајан удео отпадних вода из различитих установа и јавних институција, често се користи назив санитарне отпадне воде.
Уколико је за то насеље или град карактеристична и развијена индустријска производња и уколико се и индустријске отпадне воде (уз одређени степен обраде) испуштају у градску канализациону мрежу и мешају са домаћим, односно санитарним отпадним водама, онда се тако настала смеша назива комунална или градска отпадна вода.
Отпадне воде у чијем саставу доминирају хумани или животињски екскременти, а које углавном потичу из нужника, писоара, штала и слично, називају се фекалне отпадне воде.

### Индустријске отпадне воде
Индустријске отпадне воде обухватају све оне отпадне воде које не воде непосредно и искључиво порекло из домаћинства. Индустријске отпадне воде настају у фабрикама и индустријским погонима након употребе воде у процесу производње. Основна карактеристика ове групе отпадних вода је веома велика разноврсност састава.

### Атмосферске воде
Атмосферске (кишне) воде се појављују повремено за време падавина или при топљењу снега и које најчешће нису значајније загађене. Оне, међутим, у току релативно кратког временског периода, и уколико се ради о такозваном комбинованом канализационом систему, могу представљати велико хидрауличко оптерећење за канализациону мрежу и само постројење за обраду комуналних отпадних вода.
Једини загађивачи ове врсте вода су инертне, минералне материје (прашина, песак, и слично), а у одређеним периодима године и суво лишће, те се оне најчешће могу без икакве претходне обраде испуштати директно у пријемне водотоке.
Када је реч о атмосферским водама са локација појединих индустријских предузећа, показало се да оне могу бити значајније загађене и то углавном истим загађивачима као и индустријске отпадне воде тих истих предузећа. Овакве кишне воде морају се подвргнути одређеном степену обраде пре испуштања у водотокове.

### Инфилтрационе воде
Инфилтрационе (подземне) воде су, у суштини, воде за које се користе најједноставнија технолошка решења. Овакве воде карактерише стабилна температура и одсуство бактериолошког загађења, суспендованих материја и мутноће и релативно низак садржај органских материја. Овим водама су обично својствени повећани садржаји гвожђа и мангана и повећана тврдоћа. У неким водама из дубоких бунара могу бити присутни и сумпорводоник и метан, док друге могу имати повећане садржаје хлорида, сулфата и карбоната.

## Системи за обраду отпадних вода
Основни циљ обраде сваке отпадне воде је њено што потпуније ослобађање од нежељених компоненти – загађивача, што се остварује применом једног или више основних процеса обраде. Један или више основних процеса који се користе за остварење одређеног ефекта обраде, чине линију обраде. Више линија обраде чине систем обраде, односно систем за обнављање квалитета воде.

## Параметри загађености отпадних вода
Параметри који се користе за одређивање садржаја органских материја у отпадним водама су:
- биохемијска потреба кисеоника (БПК)
- хемијска потреба кисеоника (ХПК)
- укупан органски угљеник (ТОЦ)

## Директиве Европске уније из области заштите вода
Директиве Европске уније из области заштите вода су:
- Оквирна директива о водама
- Директива 91/271/EEC о пречишћавању комуналних отпадних вода и њена допуна Директива
- Директива  о заштити вода од загађивања узрокованог нитратима из пољопривредних извора
- Директива  о заштити животне средине, а посебно земљишта при коришћењу канализационог муља у *пољопривреди
- Директива 76/464/EEC о граничним вредностима за испуштање опасних супстанци у воде
- Директива  о заштити подземних вода од загађивања
- Директива 96/61/EEC о интегралном спречавању и контроли загађивања